# BEST FRIENDS (真野恵里菜のアルバム)
『BEST FRIENDS』（ベスト・フレンズ）は、真野恵里菜のベスト・アルバム。2013年2月6日発売。

## 概要
2013年2月23日にハロー!プロジェクトを卒業した真野の初となるベストアルバム。メジャーデビューシングル曲「乙女の祈り」から、2013年2月時点での最新シングル「NEXT MY SELF」までの全シングル曲と、新曲「ゼンブダイスキ」「みんな、ありがとう。」映画監督で舞台演出家の堤幸彦が作詞を手がけた「練馬Calling!」が収録されている。また、初回限定盤には真野恵里菜シングルオーディオコメンタリーが収録されたDVDが付属している。

## 収録曲
1. NEXT MY SELF
作詞・作曲：MIKOTO、編曲：鈴木俊介
2. ゼンブダイスキ
作詞：三浦徳子、作曲：泰誠、編曲：大久保薫
3. 黄昏交差点
作詞・作曲：本上遼、編曲：本上遼・原田勝通
4. Love & Peace = パラダイス
作詞：三浦徳子、作曲：経塚泰誠、編曲：大久保薫
5. この胸のときめきを
作詞：三浦徳子、作曲：畠山俊昭、編曲：Solaya
6. お願いだから…
作詞：三浦徳子、作曲：経塚泰誠、編曲：河合英嗣
7. 元気者で行こう!
作詞：三浦徳子、作曲：畠山俊昭、編曲：河合英嗣
8. はじめての経験
作詞：三浦徳子、作曲：KAN、編曲：たいせい
9. みんな、ありがとう。
作詞：三浦徳子、作曲：小西裕子、編曲：SHIKI
10. 乙女の祈り
作詞：三浦徳子、作曲：KAN、編曲：たいせい
11. 青春のセレナーデ
作詞：三浦徳子、作曲：泰誠、編曲：河合英嗣
12. Song for the DATE
作詞・作曲：MIKOTO、編曲：河合英嗣
13. 春の嵐
作詞：三浦徳子、作曲：つんく、編曲：江上浩太郎
14. 世界は サマー・パーティ
作詞：三浦徳子、作曲：KAN、編曲：佐々倉有吾
15. ドキドキベイビー
作詞・作曲：本上遼、編曲：本上遼・原田勝通
16. My Days for You
作詞：NOBE、作曲：中島卓偉、編曲：鈴木俊介
17. 練馬Calling!（ボーナストラック）
作詞：堤幸彦、作曲：武内享、編曲：武内享